# Llista de museus de l'Azerbaidjan
Aquest article és una llista de museus a l'Azerbaidjan.
|     | Llista de museus                                         | Imatge | Data           | Lloc       |
| --- | -------------------------------------------------------- | ------ | -------------- | ---------- |
| 1.  | Palau dels Xirvanxàs                                     |        | Segle XV       | Bakú       |
| 2.  | Museu Nacional de Catifes de l'Azerbaidjan               |        | 1967           | Bakú       |
| 3.  | Museu Nacional d'Art de l'Azerbaidjan                    |        | 1936           | Bakú       |
| 4.  | Museu Nacional d'Història de l'Azerbaidjan               |        | 2 abr 2002     | Bakú       |
| 5.  | Museu de Llibres en Miniatura de Bakú                    |        | 2002           | Bakú       |
| 6.  | Museu d'Art Modern de Bakú                               |        | 20 mar 2009    | Bakú       |
| 7.  | Museu Nacional d'Història de Gandja                      |        | 1924           | Gandja     |
| 8.  | Museu de la Independència de l'Azerbaidjan               |        | 7 des 1919     | Bakú       |
| 9.  | Museu històric-etnogràfic del poble de Khinalug          |        | 2001           | Quba       |
| 10. | Museu Nacional de Literatura de l'Azerbaidjan            |        | 1939           | Bakú       |
| 11. | Museu del pa d'Ağdam                                     |        | 25 nov 1983    | Ağdam      |
| 12. | Museu d'Arqueologia i Etnografia de Bakú                 |        | 1976           | Bakú       |
| 13. | Villa Petrolea                                           |        | 1882           | Bakú       |
| 14. | Casa Museu d'Uzeyir Hajibeyov                            |        | 20 nov 1975    | Bakú       |
| 15. | Casa Museu de Husein Yavid                               |        | 21 jul 1981    | Bakú       |
| 16. | Casa Museu de Jalil Mammadguluzade                       |        | 1978           | Bakú       |
| 17. | Casa Museu de Samad Vurgun                               |        | 6 oct 1975     | Bakú       |
| 18. | Casa Museu de Nariman Narimanov                          |        | 6 nov 1977     | Bakú       |
| 19. | Museu d'història local del poble de Lahıc                |        | 1985           | İsmayıllı  |
| 20. | Institut de Manuscrits de l'Azerbaidjan                  |        | 1986           | Bakú       |
| 21. | Museu Nacional d'Història de Nakhtxivan                  |        | 1924           | Nakhtxivan |
| 22. | Museu de Plàstics de Pedra                               |        | 2015           | Bakú       |
| 23. | Museu d'Història Natural Hasan bey Zardabi               |        | 1930           | Bakú       |
| 24. | Museu d'Història de les Aduanes de l'Azerbaidjan         |        | 23 mar 2006    | Bakú       |
| 25. | Museu de la Medicina de l'Azerbaidjan                    |        | 1986           | Bakú       |
| 26. | Casa Museu de Sattar Bahlulzade                          |        | 2014           | Bakú       |
| 27. | Casa Museu d'Azim Azimzade                               |        | 1968           | Bakú       |
| 28. | Casa Museu de Mammed Said Ordubadi (Bakú)                |        | 1979           | Bakú       |
| 29. | Casa Museu de Leopold i Mstislav Rostropovich            |        | 1998           | Bakú       |
| 30. | Casa Museu de Jafar Jabbarly                             |        | 1979           | Bakú       |
| 31. | Casa Museu d'Uzeyir Hajibeyov (Şuşa)                     |        | 1959           | Şuşa       |
| 32. | Museu Nacional d'Agricultura de l'Azerbaidjan            |        | 1924           | Bakú       |
| 33. | Museu Nacional d'Història de la Religió de l'Azerbaidjan |        | 17 set 1990    | Bakú       |
| 34. | Rinay                                                    |        | 1989           | Bakú       |
| 35. | Casa Museu de Bulbul                                     |        | 1976           | Bakú       |
| 36. | Museu Memorial de Nakhtxivan                             |        | 2000           | Nakhtxivan |
| 37. | El Museu Centre de Bakú                                  |        | 1991           | Bakú       |
| 38. | Museu del Petròglif                                      |        | 26 des 2011    | Gobustan   |
| 39. | Museu d'Història de Şuşa                                 |        | 1969           | Şuşa       |
| 40. | Museu Nacional d'Història de l'Azerbaidjan del Karabakh  |        | Febrer de 1991 | Şuşa       |
| 41. | Museu de la Literatura de Nakhtxivan                     |        | 12 jun 1967    | Nakhtxivan |
| 42. | Museu Nacional del Teatre de l'Azerbaidjan               |        | 1934           | Bakú       |
| 43. | Museu de Geologia de l'Azerbaidjan                       |        | 1982           | Bakú       |
| 44. | Museu Nacional de Cultura Musical de l'Azerbaidjan       |        | 1967           | Bakú       |